# Passionskirche (Berlin)

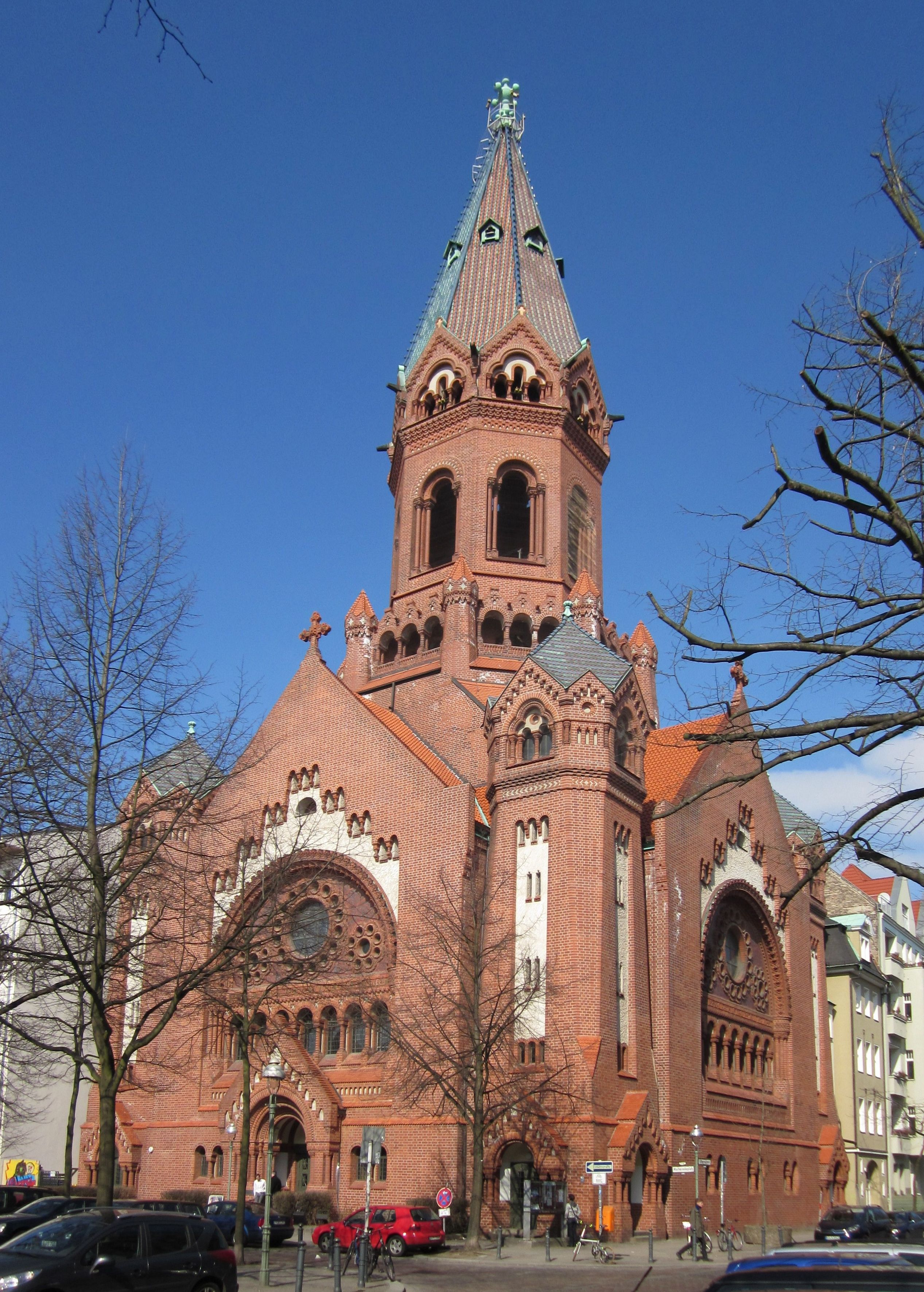
Passionskirche

Die Passionskirche ist eine evangelische Kirche aus dem frühen 20. Jahrhundert im Berliner Ortsteil Kreuzberg des Bezirks Friedrichshain-Kreuzberg und befindet sich am Marheinekeplatz unweit der Bergmannstraße. Sie wird neben Gottesdiensten auch für Konzerte und andere kulturelle Veranstaltungen genutzt.
Seit dem Jahr 2000 gehört sie neben der Heilig-Kreuz-Kirche zur Evangelischen Kirchengemeinde Heilig Kreuz-Passion. Am 1. Januar 2023 fusionierte die Kirchengemeinde wiederum mit der benachbarten Jesus-Christus-Kirchengemeinde zur Ev. Kirchengemeinde vor dem Halleschen Tor im Kirchenkreis Berlin Stadtmitte (KKBS) der Evangelischen Kirche Berlin-Brandenburg-schlesische Oberlausitz (EKBO).

## Geschichte der Passionskirche

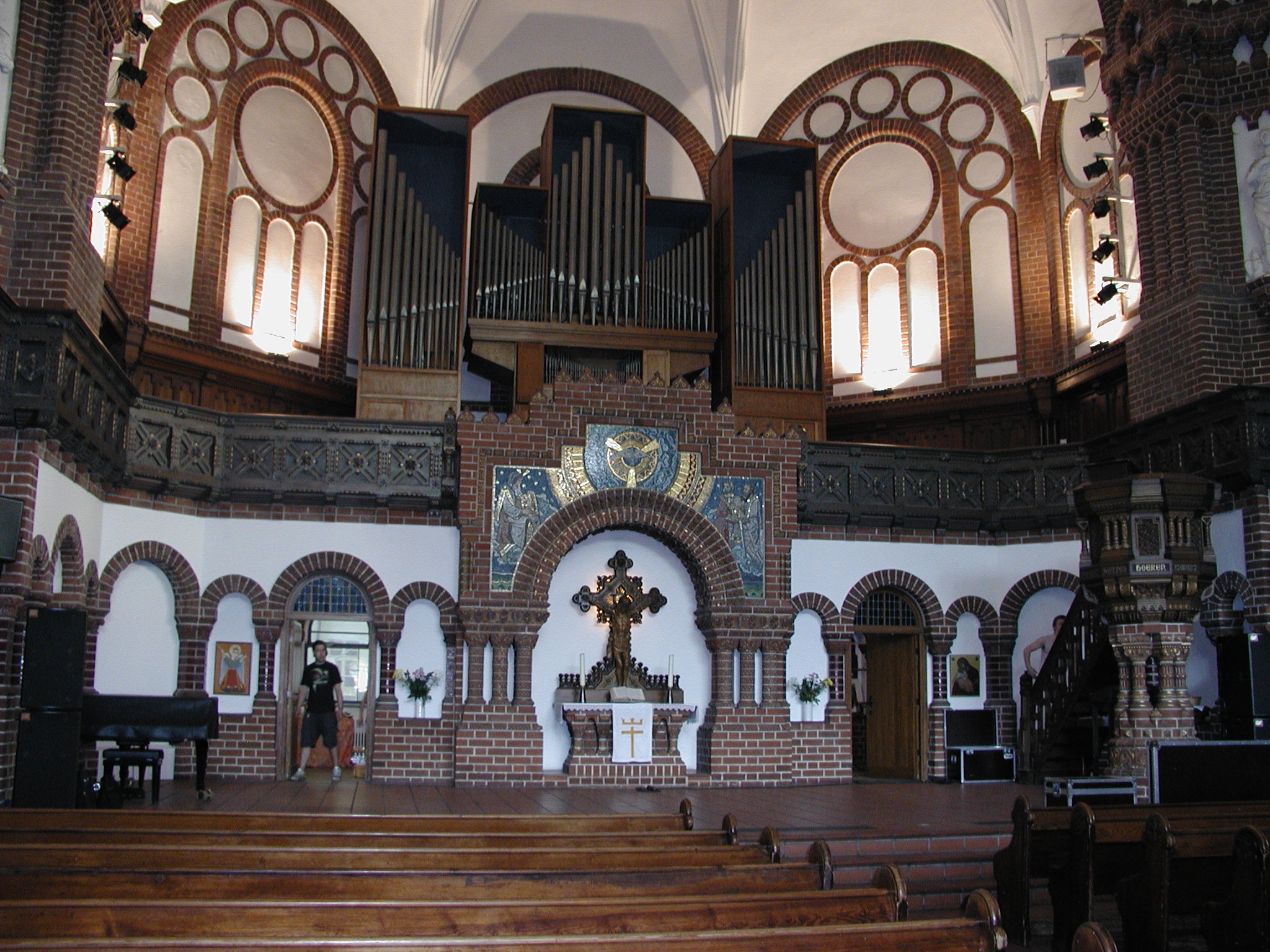
Altar, Orgel und Backsteinkanzel

Die Passionskirche wurde 1905–1908 als dritte Kirche der Heilig-Kreuz-Gemeinde in der Tempelhofer Vorstadt nach Plänen des Baurates Theodor Astfalck im neuromanischen Stil nach den Grundsätzen des Wiesbadener Programms aus Backsteinen im Klosterformat erbaut. Sie hat einen quadratischen Grundriss mit einem Turm in der Mitte. Zusammen mit den vier Türmen, die in die Ecken des quadratischen Grundrisses eingestellt sind, erhält die Grundfläche die Form eines griechischen Kreuzes, der Gesamtbau wirkt burgähnlich. Zentral unter der Decke hängt ein großer kreisförmiger Kronleuchter mit farbigem Glas im Jugendstil – eine Spende der Firma Siemens. Die Mosaikdarstellung im Altarraum wurde von der Firma Puhl & Wagner angefertigt.
Obwohl die Kirche 1944 im Zweiten Weltkrieg beschädigt wurde, blieb fast die gesamte Originalausstattung erhalten. 1951–1953 konnten die Kriegsschäden beseitigt und die Kirche mit bescheidenen Mitteln wieder hergerichtet werden, ab 1957 wurden die Arbeiten fortgesetzt. In dieser Zeit erhielt die Passionskirche eine Orgel des Orgelbaumeisters Karl Ludwig Schuke. 1967 konnten die drei großen Fenster mit Glasmalereien zu den Themen Gethsemane, Kreuzigung und Kreuzabnahme ausgestaltet werden.
Für die Innovationen zur Bewahrung des Baudenkmals erhielt die Gemeinde 1989 die Ferdinand-von-Quast-Medaille. Mit den umfassenden Sanierungsarbeiten ab 1992 wurde die Kirche behindertengerecht ausgebaut, eine Fußbodenheizung unter den neuen Terrakottafliesen sorgt für eine ganzjährige Nutzung der Räumlichkeiten, Licht- und Tontechnik wurde installiert; die Wände, Deckengewölbe und die Fenster erhielten einen Schallschutz. Turmdächer deckte man mit farbig glasierten Ziegeln, die nach historischen Vorbildern gefertigt wurden.

## Nutzung

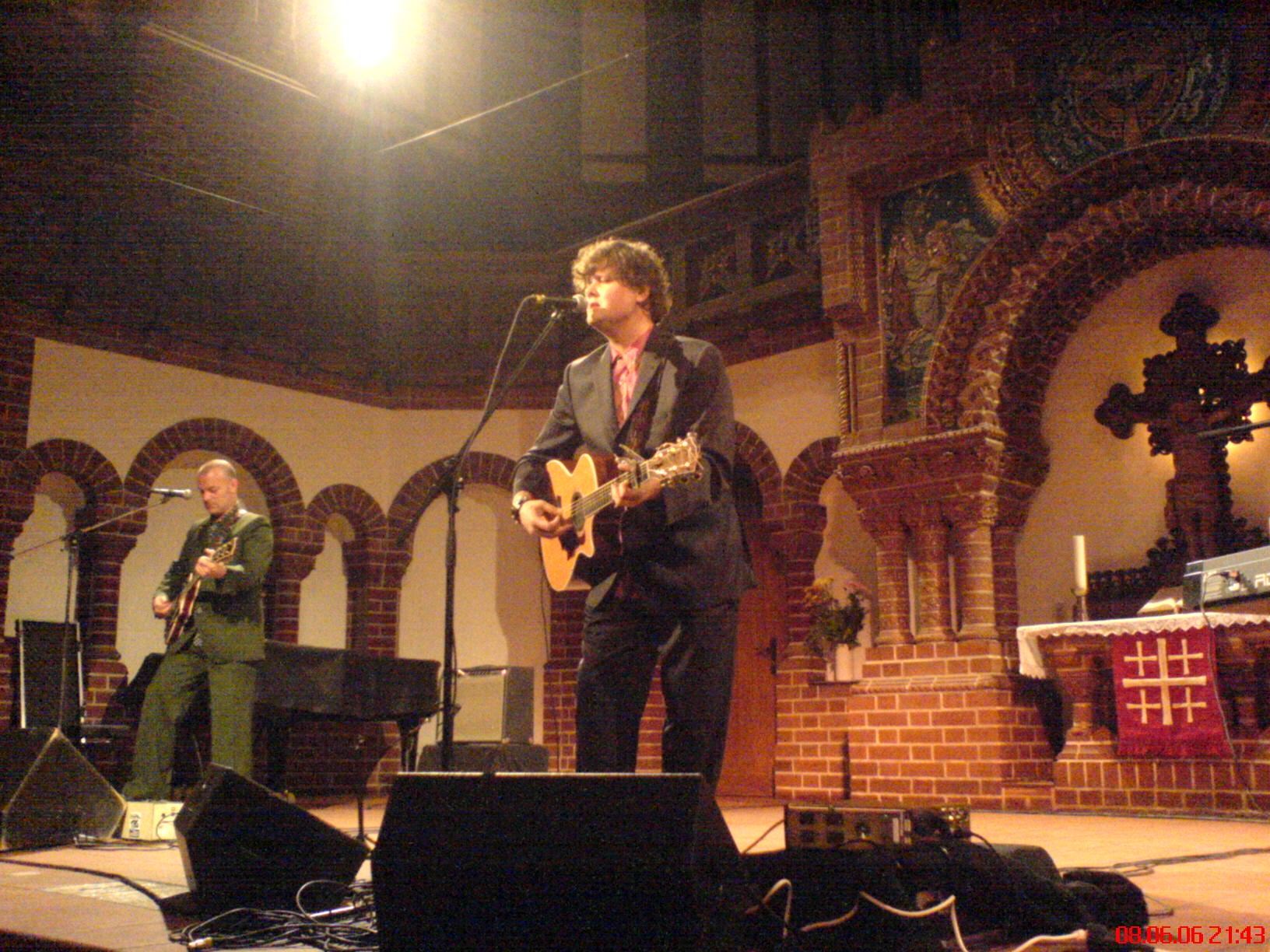
Konzert von Ron Sexsmith im Juni 2008

Als in den die Kirche umgebenden Wohngebieten durchgreifende Sanierungsmaßnahmen stattfanden und daraufhin Hausbesetzungen erfolgten, setzten sich der Pfarrer und der Gemeindekirchenrat in diesem sozialen Bereich ein und bemühten sich um friedliche Lösungen. Das war der Beginn eines erweiterten sozialen und kulturellen Engagements.
Der Journalist und Fotograf Klaus Achterberg (1949–2012), der ab 1974 Künstler engagierte, Konzerte plante und Monatsprogramme aufstellte, veranstaltete diese zuerst im Berliner Quartier Latin, im Quasimodo, im Flöz, im alten Tempodrom, im Haus der Kulturen der Welt, im Kammermusiksaal der Philharmonie und dann auch in der Passionskirche.
Heutzutage finden neben Gottesdiensten auch Lesungen, Vorträge, Ausstellungen (z. B. von Osama Said), Diskussionsveranstaltungen, Tagungen sowie Konzerte verschiedener Musikrichtungen (Volksmusik, Rock, Jazz, Klassik usw.) statt. Bekannte Künstler, die hier auftraten, waren unter anderem No Angels, Tangerine Dream, Subway to Sally, Zakk Wylde und Letzte Instanz. Auch das Live-Album Psychometry von Anne Clark wurde hier aufgenommen. Die Kirche kann als Veranstaltungsort gemietet werden. Der gesamte Kirchenraum bietet rund 720 Personen Platz. Verantwortlich für die Veranstaltungen ist die Halle Luja Kulturmanagement GmbH.
In der Passionskirche veranstaltet auch die Finnische Gemeinde Berlin ihre Gottesdienste. Auch das Finnlandzentrum e. V. für Deutschland hat im ehemaligen Gemeindehaus der Passionskirche seinen Sitz. Die derzeitige Pfarrerin ist Katariina Airas.